# Hươngtempel

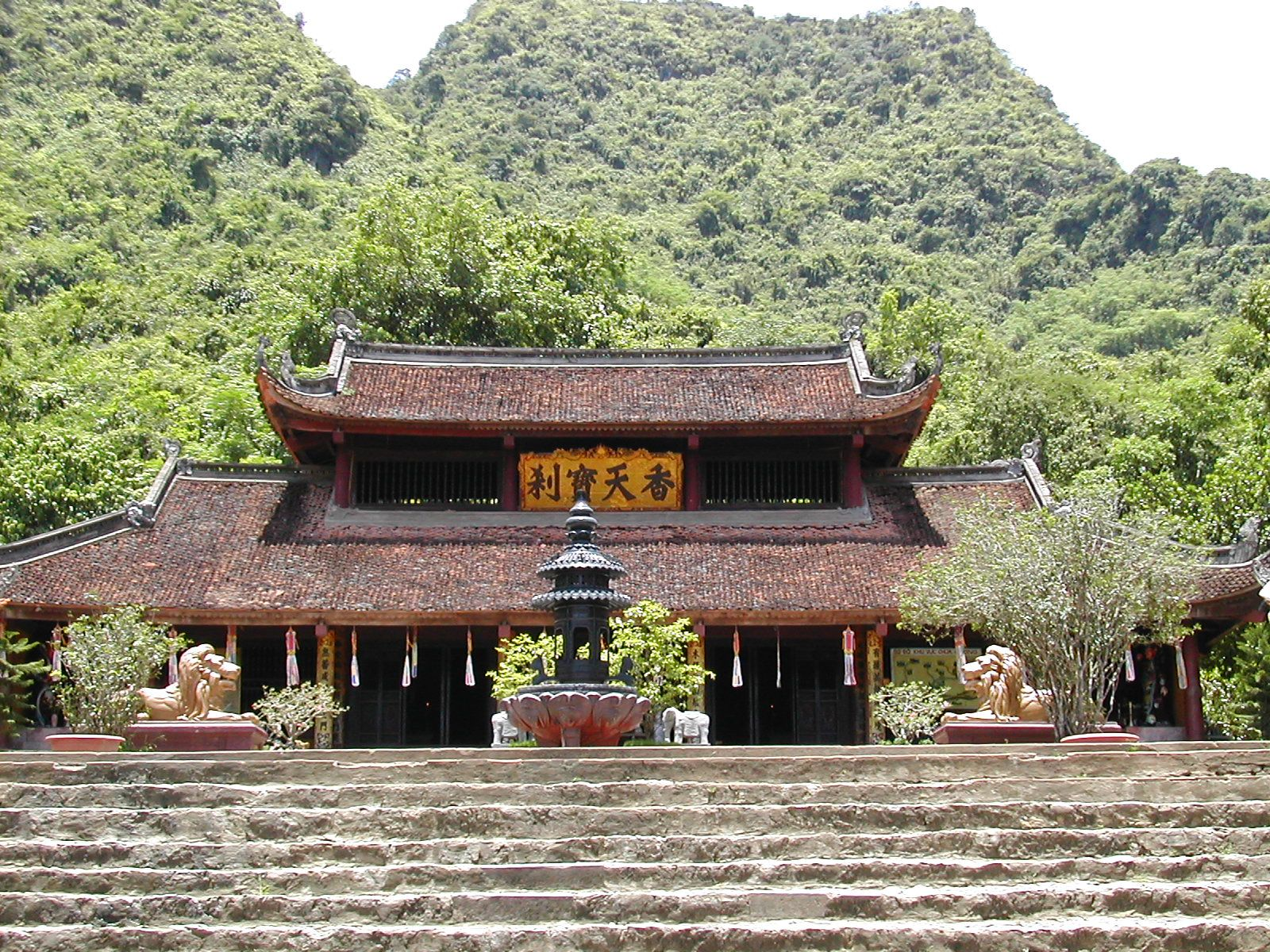
De Thiên Trùtempel

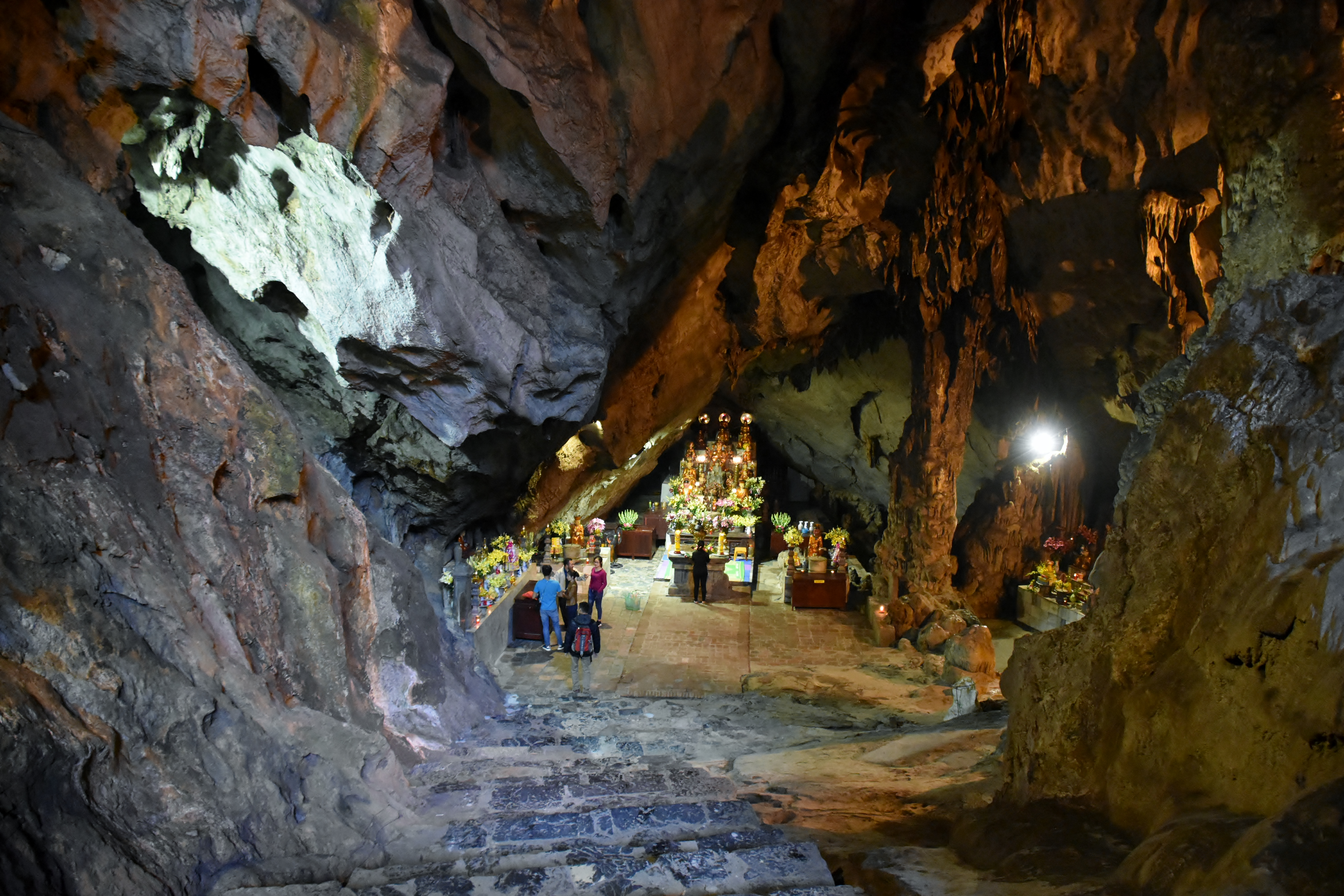
De Hương Tíchtempel

De Hươngtempel ook bekend als de Parfumpagode is een complex van boeddhistische tempels, gegroepeerd op de hellingen van de berg Hương Tích in het noorden van Vietnam. In het voorjaar trekken vele pelgrims naar het complex tijdens een maanden durend festival. De tempels zijn gewijd aan Gautama Boeddha en Guanyin. Veel pelgrims trekken vanuit het dorp Mỹ Đức via de rivier met roeiboten naar de tempels.
Een van de tempels is de Hương Tích. Deze tempel ligt in een grot waarvan de ingang doet denken aan de open mond van een draak. De tempel omvat een beeld van Guanyin en van Gautama Boeddha. De grot is te bereiken langs een steil pad met trappen.